# 100 Bullets (videójáték)
A 100 Bullets egy akciójáték lett volna, amely a Vertigo Brian Azzarello által írt és Eduardo Risso által rajzolt 100 Bullets képregényén alapult volna. A játékot a D3 Publisher adta volna ki 2007-ben.

## Acclaim Entertainment
Az Acclaim 2004-ben bejelentette, hogy készítenek egy, a 100 Bullets képregényeken alapuló videójátékot. A projektet hamarosan eltörölték, mivel az Acclaim csődbe ment. A D3 Publisher játékának és az Acclaim projektjének semmi köze nem volt egymáshoz.

## Külső hivatkozások
- A 100 Bullets az IGN-en